# Игра в прятки (фильм, 1987)
«Игра в прятки» (англ. Hiding Out) — кинофильм.

## Сюжет
Биржевой брокер должен свидетельствовать в суде против мафии. Бандиты убивают охранявшего его агента ФБР и теперь брокер должен скрываться. Для этого он гримируется, перекрашивает волосы в другой цвет и выдаёт себя за студента.

## В ролях
| Актёр          | Роль                         |
| -------------- | ---------------------------- |
| Джон Крайер    | Эндри Моренски / Макс Хаузер |
| Кейт Кугэн     | Патрик Моренски              |
| Аннабет Гиш    | Райан Кемпбелл               |
| Оливер Коттон  | Убийца                       |
| Клод Брукс     | Клинтон                      |
| Тим Куилл      | Кевин О’Рорк                 |
| Нед Эйзенберг  | Родригес                     |
| Марита Джерати | Джени Руни                   |

## Интересные факты
- Кассовые сборы в США составили $7 019 441.